# Filadelfo Faro
Filadelfo Faro (Pedara, 1º luglio 1813 – Catania, 8 marzo 1883) è stato un politico italiano.

## Biografia
Giureconsulto, fu Deputato nella X legislatura del Regno d'Italia, eletto nel collegio di Paternò.